# Phyllogomphoides luisi
Phyllogomphoides luisi – gatunek ważki z rodziny gadziogłówkowatych (Gomphidae). Występuje na terenie Ameryki Środkowej.